# Frances Brooke
Frances Moore, coniugata Brooke (Claypole, 12 gennaio 1724 – Sleaford, 23 gennaio 1789) è stata una scrittrice inglese.

## Biografia
Nata nel Lincolnshire nel 1724, Frances Moore rimase orfana a pochissimi anni di vita. Negli anni 1740 si trasferì a Londra e iniziò a scrivere, anche se il successo sarebbe arrivato il decennio successivo grazie alla serie di saggi The Old Maid, pubblicati in trentasette numeri tra il 1755 e il 1756 sotto lo pseudonimo "Mary Singleton, Spinster".
Nel 1756 sposò il reverendo John Brooke, pastore di Colney, che salpò poco dopo per il Canada come cappellano militare; Frances lo avrebbe raggiunto solo nel 1763, anno in cui scrisse il suo primo romanzo, The History of Lady Julia Mandeville. Dopo cinque anni nel Québec, tornò a Londra nel 1768 e l'anno successivo pubblicò The History of Emily Montague, a volte descritto dai critici come il primo romanzo scritto nel Nordamerica. Fu autrice anche di alcuni libretti di opere comiche, tra cui Rosina (1783) e Marian (1788).
Morì nel natio Lincolnshire nel 1789, all'età di 65 anni.
Alla scrittrice è intitolato il cratere Brooke su Venere.